# Nationalscen

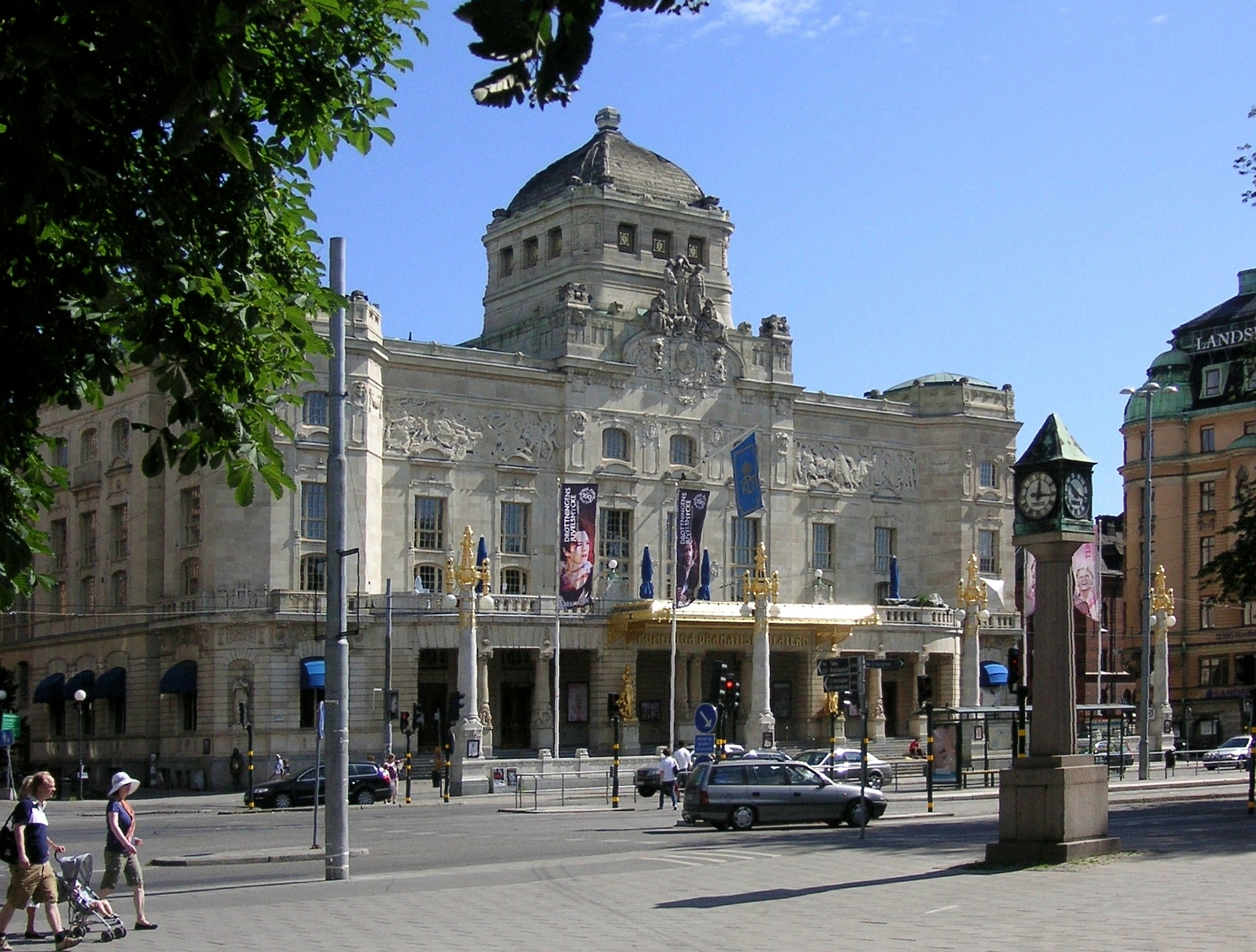
Dramaten är Sveriges nationalscen för talat drama.

En nationalscen är en statlig institution för scenkonst, som har statligt stöd, och även kan ha kungligt beskydd.

## Nationalscener
- Dramaten, Kungliga Operan, Riksteatern och Unga Klara, Sverige
- Det Kongelige Teater, Danmark
- Nationaltheatret och Det norske teatret, Norge
- Bolsjojteatern, Ryssland